# Ippodromo di Viseo
L'ippodromo di Viseo si trova nel comune di Zonza, nel sud della Corsica. La struttura dispone di una pista aperta al galoppo e al trotto, in erba, della lunghezza di 1000 m. La pista è collocata a un'altezza di 950 m s.l.m., facendolo divenire così l'ippodromo più alto in Europa. Aperto nel 1928, risulta essere l'ippodromo maggiormente fruito di tutta l'isola.